# Науменко Юрій
Юрій Науменко (? — †?) — сотник Армії УНР.

## Біографія
Останнє звання у російській армії — штабс-капітан.
У 1917 р. був учасником українського військового руху — організатором Українського штурмового куреня у складі 102-ї піхотної дивізії на Південно-Західному фронті.
У 1919 р. служив у 1 Південно-Західній добровольчій армії генерала Юденіча.
До Армії УНР повернувся 17 липня 1920 р., був начальником штабу 13-ї стрілецької бригади 5-ї Херсонської дивізії Армії УНР.
Протягом 1921—1923 рр викладав у Спільній юнацькій школі та на Курсах штабових старшин Армії УНР. У 1922 р. деякий час — в. о. начальника штабу 4-ї Київської дивізії Армії УНР.
Представлявся до рангу підполковника, але через службу в армії Юденіча так і не був підвищений.
У 1920—30-х рр. жив на еміграції у Польщі.